# Isao Tomita
Isao Tomita (n. 22 aprilie 1932, Suginami, Tōkyō, Japonia – d. 5 mai 2016, Tōkyō, Japonia) a fost un compozitor japonez de muzică electronică. S-a remarcat prin reproduceri electronice a muzicii culte (Stravinski, Prokofiev, Musorgski, Debussy, Ravel, Rahmaninov, Bach, Dinicu.
Începând cu 1973, și realizarea faimosului album Snowflakes are Dancing, bazat pe reproduceri ale lucrărilor lui Claude Debussy, Tomita a continuat pe parcursul anilor '70 să creeze capodopere clasice în miniatură, utilizând un uriaș arsenal de sunete electronice, neegalat până astăzi de nici un alt artist ce utilizează sintetizarea sunetelor. Lucrările de referință în această perioadă sunt Firebird (1975) pe lucrari de Stravinski, Musorgski și Debussy, Pictures at an Exhibition (1976) bazat pe suita orchestrală cu același nume a lui Modest Musorgski (apoi Maurice Ravel), Planets (1977), bazat pe suita orchestrala a lui Gustav Holst, apoi Bermuda Triangle (1978) și Kosmos (1979) conținând reproduceri ale unor diverși compozitori clasici și moderni; Daphnis e Chloe (1980), un album realizat pe motivele muzicii lui Maurice Ravel. Un ultim album clasic este Dawn Chorus (1984) ce include versiuni clasice de estradă ce aparțin lui Bach, Pachelbel, Albinoni, dar și capodopere mai puțin cunoscute ale lui Rahmaninov sau Villa-Lobos.
Tomita a realizat nu numai versiuni electronice a multor piese dificile din repertoriul clasic, dar și lucrări proprii. Primul exemplu de luat în considerare pentru anii '80 este albumul Grand Canyon (1982). Este albumul care semnalează trecerea autorului de la tehnologia analogică la cea digitală. De asemenea Tomita e din ce în ce mai puțin interesat în reproduceri de piese clasice și trece la compunerea de piese proprii care se distanțează prin sound din ce în ce mai mult de stilul unic său din anii '70.
Începand cu anii '90, Tomita devine din ce în ce mai minimalist, renunțând în ultima instanță la sintetizatoare pentru a-și crea muzica. Unul din albumele sale recente utilizează doar shakuhachi (flautul japonez) și koto (harpa orizontală japoneză). Mai recentele sale albume nu au fost niciodată distribuite sub ediții europene sau americane, ci doar japoneze și din această cauză noile sale realizări, fie ele acustice ori electronice, sunt o mare și scumpă raritate.

## Discografie
- 1974 Snowflakes Are Dancing
- 1975 Pictures at an Exhibition (versiune a Pictures at an Exhibition de Musorgski)
- 1975 Firebird (versiune a The Firebird de Stravinski)
- 1976 The Planets (versiune a Planetelor de Gustav Holst)
- 1977 Sound Creature
- 1978 Kosmos (titlu original Space Fantasy)
- 1978 Bermuda Triangle (inspirat de Bermuda Triangle) (Quadraphonic sound#QS / Quadraphonic Sound|5 channel stereo recording)
- 1979 Greatest Hits (compilații)
- 1979 Daphnis et Chloé (Bolero)
- 1981 Greatest Hits Volume 2 (compilații)
- 1982 Grand Canyon
- 1984 Dawn Chorus (Canon of the Three Stars)
- 1984 Best of Tomita (compilation)
- 1984 Space Walk - Impressions Of An Astronaut (compilații)
- 1985 Mind of the Universe - Live at Linz
- 1988 Back to the Earth - Live in New York
- 1989 Misty Kid of Wind
- 1992 Storm from the East
- 1993 School
- 1994 The First Emperor (director muzical)
- 1994 Shin Nihon Kikou
- 1994 Nasca Fantasy (suport Kodō)
- 1996 Bach Fantasy